# Eyalet di Kars
L'eyalet di Kars (in Turco ottomano: ایالت قارص; Eyālet-i Ḳarṣ) fu un eyalet dell'Impero ottomano, nell'area della Georgia. La sua area nel XIX secolo era di 6.090 km²).

## Storia
La città di Kars, che era stata rasa al suolo dai Timur nel 1368, venne ricostruita come fortezza ottomana nel 1579 (1580 secondo altre fonti) per opera di Lala Mustafa Pasha, e divenne capitale dell'omonimo eyalet di sei sanjak ed anche luogo di pellegrinaggio. Venne conquistata dallo scià Abbas I di Persia nel 1604 e ricostruita dai turchi nel 1616.
La grandezza della guarnigione militare presente a Kars a metà Seicento era di 1.002 giannizzeri e 301 reclute locali.

## Geografia antropica

### Suddivisioni amministrative
I sangiaccati (sanjak) dell'eyalet di Kars nel XVII secolo erano:
1. sangiaccato di Piccola Erdehan (Göle)
2. sangiaccato di Hujujan
3. sangiaccato di Zarshad
4. sangiaccato di Kechran
5. sangiaccato di Kaghizman
6. sangiaccato di Kars, sede del pascià